# ویژخوسواویتسه (استان لهستان کوچک‌تر)
ویژخوسواویتسه (به لاتین: Wierzchosławice) یک روستا در لهستان است که در گمینا ویژخوسواویتسه واقع شده‌است. ویژخوسواویتسه ۳٬۰۰۰ نفر جمعیت دارد.